# Венера (планета)
Венера — друга планета від Сонця, названа ім'ям давньоримської богині кохання та краси Венери.
Венера належить до планет земної групи: її маса, розмір, розташування у Сонячній системі та внутрішня будова наближені до земних. Венера обертається навколо Сонця за 225 земних діб, а оберт навколо своєї осі триває 243 земні доби. Вона є однією із двох планет Сонячної системи, які обертаються навколо своєї осі за годинниковою стрілкою, якщо дивитись із півночі. Супутників у Венери немає.
Атмосфера Венери гаряча та густа. Тиск на поверхню більший за земний у 92 рази. Внаслідок парникового ефекту температура на поверхні Венери складає 464 °C. Поверхню повністю закривають хмари з сірчаної кислоти, які відбивають сонячне світло та роблять Венеру «сяючою» при спостереженні з Землі.
Імовірно, поверхня Венери складається з базальту. Близько 80 % поверхні складають рівнини, решта — метеоритні кратери, вулкани та тессери. На рельєф поверхні значно впливає атмосфера, що не дає впасти метеоритам відносно невеликого розміру. Наявна вулканічна та тектонічна активність. У планети є магнітне поле, яке виникає внаслідок взаємодії сонячного вітру та заряджених атомів у верхніх шарах атмосфери; воно достатньо сильне, щоб частково захищати поверхню планети від сонячного вітру. 
Одні з перших письмових згадок Венери знайдено в манускриптах Вавилонії близько 1600 року до н. е. Планету також спостерігали єгиптяни та греки. Вивченням фаз Венери займався Галілео Галілей. До Венери було відправлено понад сорок космічних місій, першою успішною з яких був «Марінер-2», запущений у 1962 році.

## Назва та символ
Планету названо іменем давньоримської богині любові та краси Венери, яка в Стародавній Греції була відома як Афродіта. У деяких давніх культурах Венеру у вранішній та вечірній появі вважали різними об'єктами та мали для них різні назви. Так, давні греки називали Венеру в вечірній появі Геспер, що означало «вечірня зоря», а у вранішній — Фосфор, «той, хто приносить світло». Першим, хто зрозумів їхню ідентичність, міг бути Піфагор у VI столітті до н. е., або Парменід у V столітті до н. е.
У інших мовах також є назви для планети Венери, вони часто мають подібне значення:
- У Стародавньому Китаї Венера мала назву «Тай пай», що означало «велика біла зоря». У теорії П'яти Елементів Венера асоціюється з елементом металу[12].
- У Стародавньому Єгипті Венеру називали «Пташка фенікс» або «Чапля» і пов'язували її з богом Осірісом. Лише у Пізній період планета отримала назву «Вранішня зоря», тоді під впливом Месопотамії її стали асоціювати з богом Гором[13].
- Арабською мовою Венеру називають زُهْرَة («зухра»), тобто «яскравість, сяйво»[14].
- В івриті існує кілька варіантів назви планети, найбільш поширеною є נֹגַהּ («ноґа»), що має однакове значення з арабською назвою زُهْرَة[14].
- Латинською мовою планета називалася «Люцифер», що, подібно до грецької назви «Фосфор», означало «той, хто приносить світло»[11][12].

Вважається, що символ Венери  є стилізованою версією дзеркальця богині любові. Також він символізує жіночу стать. За однією із версій, символ походить від скорочення назви планети Венери грецьким письмом.

## Дослідження

### Венера у стародавній астрономії
Історія спостереження Венери є багатою та довгою, адже планета була та залишається яскравим об'єктом на небі: вона здатна відбивати достатньо світла, щоб створювати тіні. Венеру можна побачити навіть вдень при гарних погодних умовах. Згадки Венери з'являються у роботах стародавніх вавилонян, чиї тексти про планету датуються приблизно 1600 роком до н. е. Серед древніх цивілізацій, що вивчали Венеру, також були греки та єгиптяни. Вважається, що грецький математик Піфагор був першим, хто зрозумів, що вечірня та вранішня зорі, як називали Венеру, насправді були одним об'єктом.
Мая приділяли особливу увагу Венері. Свої дослідження циклу цієї планети протягом восьми років вони задокументували у Дрезденському кодексі, робота над яким тривала з 600 по 1561 рік нашої ери.
У 1271 році у французькій роботі Introductoire d'Astronomie було висловлено думку, що Меркурій та Венера обертаються навколо Сонця.

### Наземні спостереження

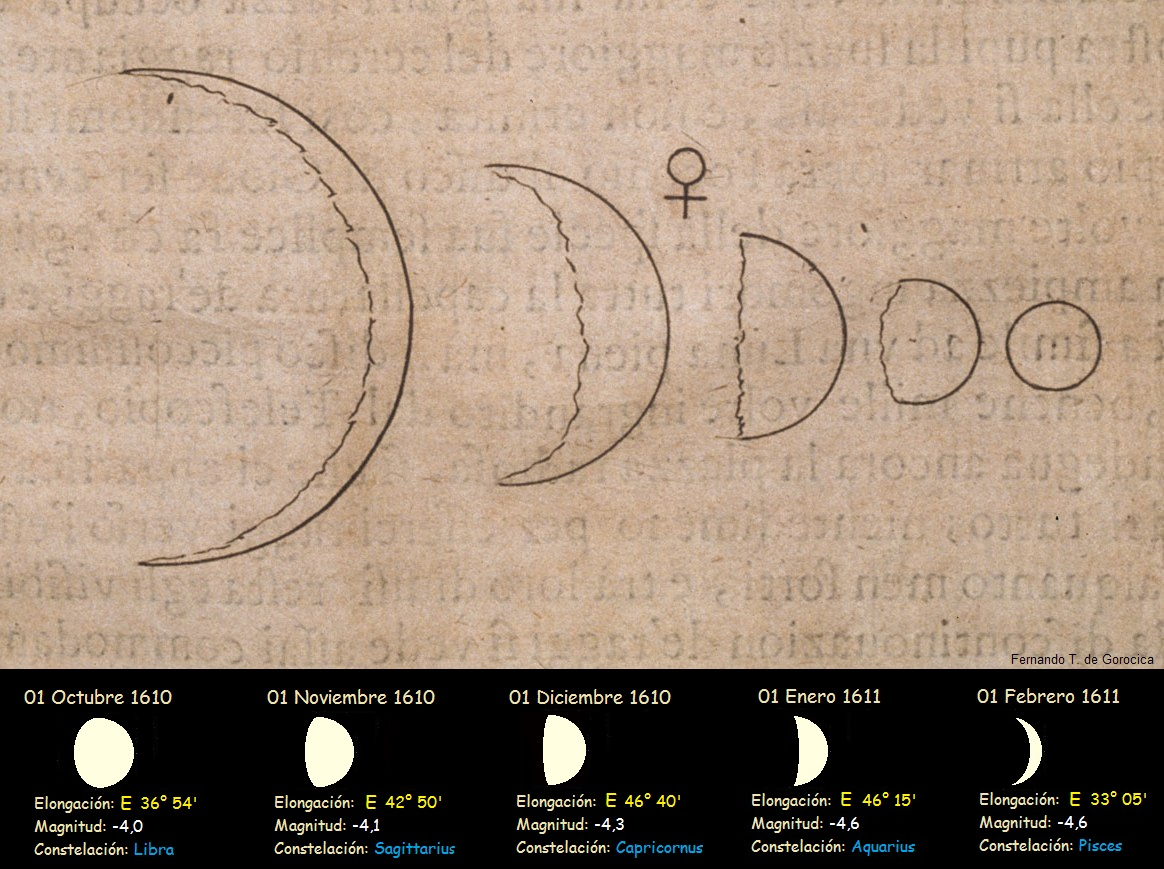
Фази Венери, зображені у роботі Галілея «Il saggiatore» та моделі того, що бачив вчений у телескоп, спостерігаючи Венеру у 1610 та 1611 роки

Ранні телескопічні спостереження Венери та інших планет провів Галілео Галілей. У 1610 році він вперше досліджував фази Венери, що означали сферичну форму планети та обертання її навколо Сонця, таким чином підтверджуючи теорію Коперніка. Коли Джованні Доменіко Кассіні спостерігав Венеру у 1666—1667 роках, він помітив зміни альбедо (здатності відбивати світло), що у XVIII столітті були інтерпретовані як можливі континентальні та океанічні маси. Невдовзі після винайдення телескопа було виявлено, що розмір Венери подібний до розміру Землі.
Венера з'являється на небі як вранішня та вечірня зоря. Коли яскравість планети найбільша, її видима зоряна величина становить –4,6 — у цей час Венера поступається за яскравістю лише Сонцю та Місяцю.
В кінці XVIII століття лілієнтальський астроном Йоганн Шретер провів більш детальні дослідження фаз Венери. Він виявив, що існують систематичні відмінності між геометрично розрахованою фазою Венери та фактично спостережуваної фазою. Спершу Шретер вважав, що ці нерівності, як і у випадку з Місяцем, пов'язані з особливостями поверхні, такими як гірські хребти, однак у статті 1803 року, присвяченій фазі Венери під час дихотомії, дійшов висновку, що це сутінкові ефекти в атмосфері. Це явище заведено називати ефектом Шретера, терміном, введеним Патріком Муром. Через нього дихотомія Венери проявляється на один або два дні раніше до її східної елонгації як вечірньої зорі, відповідно, пізніше до її західної елонгації як ранкової зорі.
У період із 2000 року до н. е. до 2024 року відбулося 54 проходження Венери перед диском Сонця («транзити»). Першим транзит Венери спостерігав Джерімая Горрокс у 1639 році. Спостерігаючи проходження 6 червня 1761 року, Михайло Ломоносов дійшов висновку про наявність у Венери потужної атмосфери. Останній транзит відбувся 5 червня 2012 року, наступний станеться лише у 2117 році.
У 1927 році Френку Елмору Россу вдалося вперше зробити структури в хмарному покриві Венери видимими за допомогою ультрафіолетових зображень. У 1932 році за допомогою спектрального аналізу вперше було виявлено вуглекислий газ як основний компонент атмосфери Венери. 1956 р. астрономи Морської дослідницької лабораторії США вперше зареєстрували теплове випромінювання нижньої атмосфери Венери: воно відповідало температурі 600 К (понад 300 °C). 1957 року французький астроном-аматор Шарль Буає помітив темну горизонтальну структуру на своїх ультрафіолетових зображеннях Венери та зробив висновок з її обертання, що вона мала чотириденну ретроградну циркуляцію атмосфери.
На початку 1960 рр. дослідники США та СРСР застосували для вивчення поверхні Венери радіолокацію. Аналіз відбитого сигналу дозволив визначити період обертання планети. Його вперше вдалося виміряти під час нижнього з'єднання в 1961 році. Цього вдалося досягти за допомогою радіолокаційного променя від 26-метрової антени в Голдстоуні (штат Каліфорнія), обсерваторії Джодрелл Бенк у Великій Британії та радянського радіотелескопа в Євпаторії в Криму. Однак ретроградний напрямок обертання не можна було довести до 1964 року.
Вимірювання часу проходу радіолокаційних променів також дало точні значення відстані Венери до Землі в цих дослідженнях. В ході цих вимірювань часу проходження фізик Ірвін Шапіро зміг в 1968 році експериментально підтвердити гравітаційну затримку сигналу, яку передбачив в 1964 році і яка названа на його честь. Відповідно до загальної теорії відносності, час проходження радіолокаційного сигналу має бути трохи більшим, ніж у класичній теорії, внаслідок проходження через гравітаційне поле Сонця. Ефект повинен становити близько 200 мікросекунд у верхньому з'єднанні Венери. Ця величина підтверджується з великою точністю з моменту перших вимірювань.

### Сучасні дослідження
Станом на 2018 рік до Венери спрямували 43 космічні експедиції, 30 із яких досягли поставленої мети. Першою експедицією до Венери мав стати радянський космічний апарат «Важкий супутник 01». Його запустили 4 лютого 1961 року, проте він вийшов з ладу на низькій навколоземній орбіті, імовірно через те, що джерело енергії не було пристосоване працювати у вакуумі. Першою успішною експедицією до Венери став «Марінер-2», запущений НАСА у 1962 році. Він здійснив проліт повз планету, досліджуючи її протягом 42 хвилин. Тоді були зроблені сканування термінатора, нічної та денної сторони, отримано інформацію про атмосферу та поверхню планети.

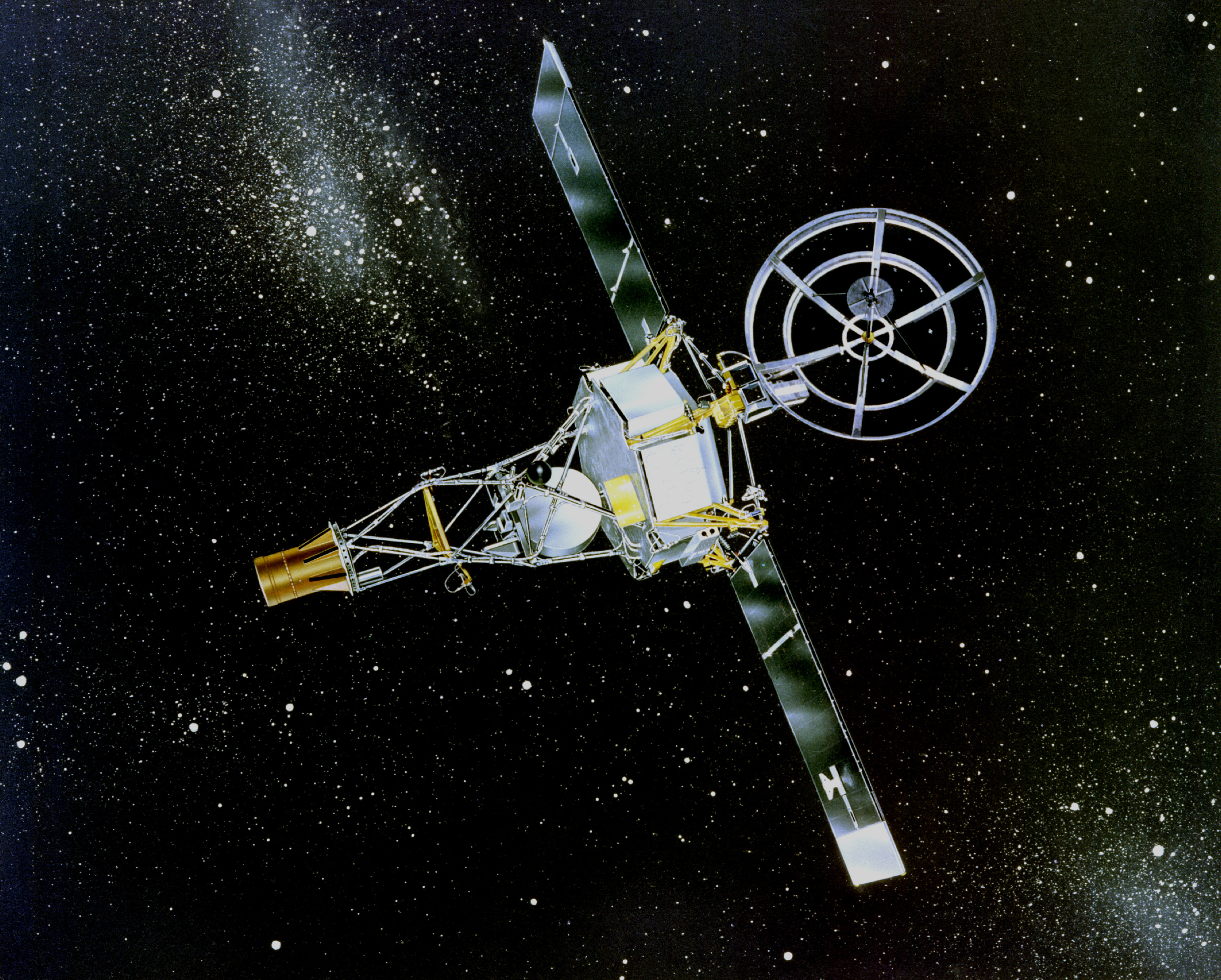
Зображення зонду Марінер-2

Наступною була «Венера-3» — перша вдала експедиція СРСР до Венери. Вона стала третьою в серії «Венера», яка складалася з 16 апаратів, запущених з 1961 по 1984 рік. Запуск «Венери-3» відбувся у 1966 році. Вона також була першою експедицією, під час якої апарат досяг поверхні Венери, проте не передав ніяких даних. Через рік запустили «Венеру-4», яка передала інформацію про температуру та тиск у товщі атмосфери планети. Перед втратою зв'язку температура становила 275 °C, а тиск перевищував земний у 20 разів. «Венера-4» стала першим космічним апаратом, який визначив склад атмосфери Венери, але зруйнувалася до того, як досягти поверхні.
У 1973 році американський апарат «Марінер-10» застосував гравітаційний маневр біля Венери, щоб дістатися Меркурія. Під час прольоту зонд «Марінер-10» зробив 4 165 фотографій Венери з космосу. Перші фотографії поверхні Венери зробив космічний апарат «Венера-9» 1975 року. Після досягнення поверхні біля Області Бета апарат працював 53 хвилини, отримавши лише одне зображення поверхні, вкритої камінням довжиною 30-40 см, значна частина якого перебувала під шаром ґрунту.

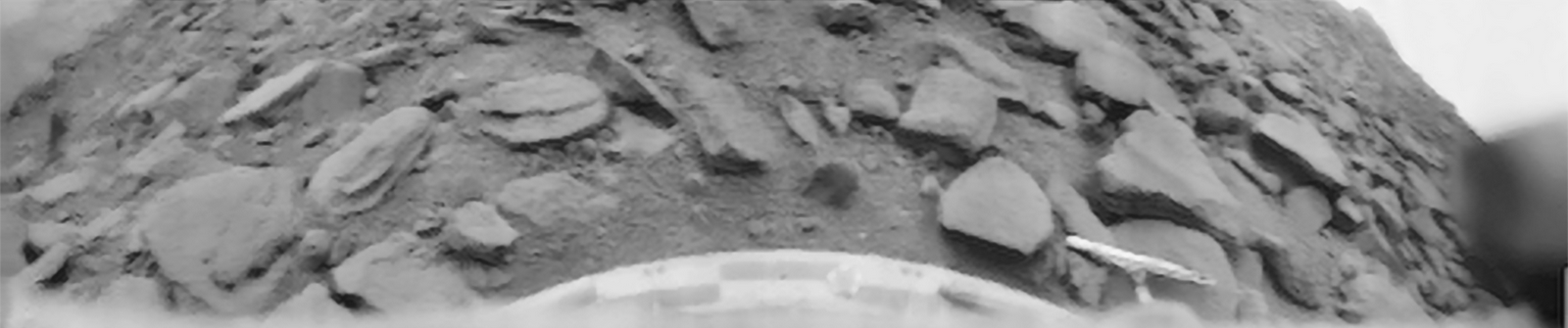
Фотографія Венери, зроблена апаратом Венера-9

Починаючи з 1989 року Сполучені Штати Америки запустили чотири зонди («Магеллан», «Галілео», «Кассіні» та Parker Solar Probe), що допомогли отримати важливу інформацію про планету. Запущений 1989 року «Магеллан» сфотографував усю поверхню Венери, а також зробив кілька відкриттів. «Галілео», запущений того ж року, з пролітної траєкторії дослідив хмари та виявив блискавки на Венері. Апарати «Кассіні» та Parker Solar Probe, запущені 1997 та 2018 року, здійснили прольоти повз планету. Серед новіших місій також є Venus Express, «Акацукі», Unitec-1, IKAROS та BepiColombo. Вони всі були запущені після 2004 року.

### Майбутні експедиції

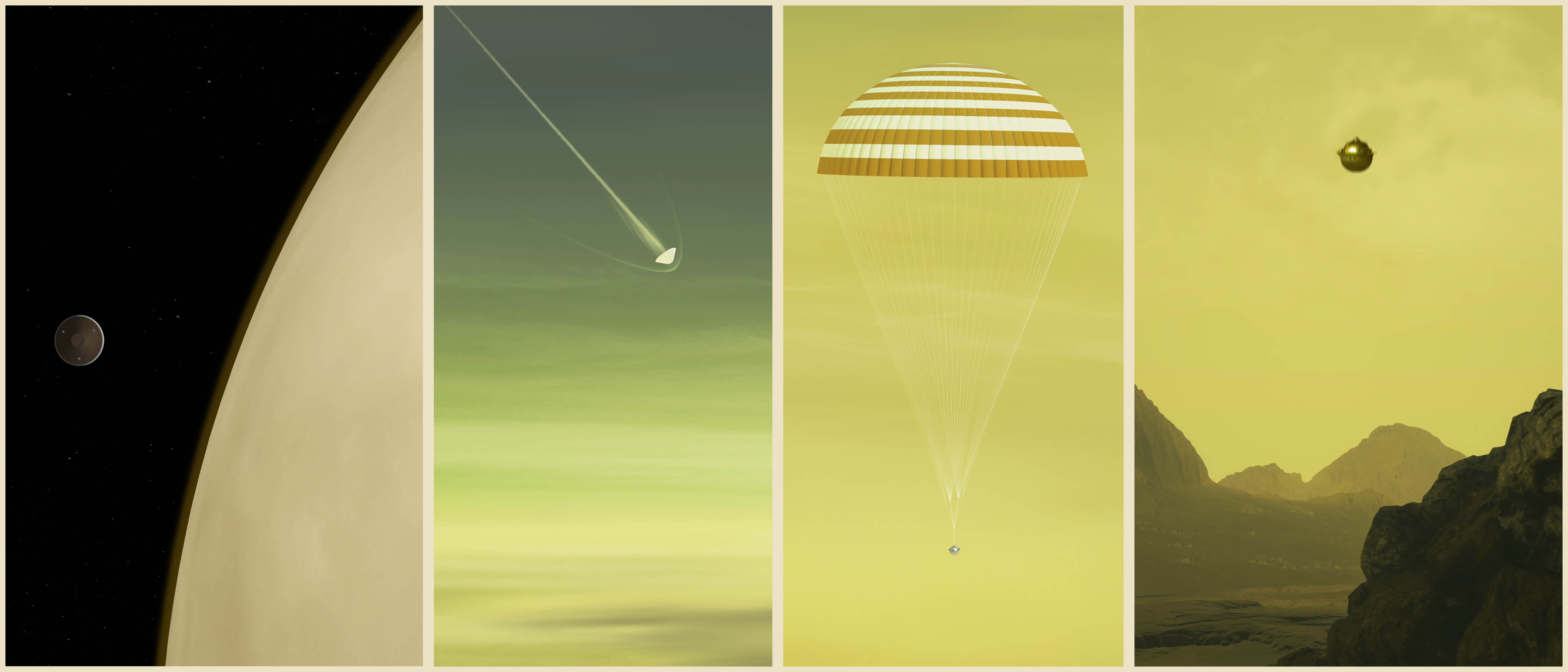
Майбутня місія DAVINCI

Американська експедиція DAVINCI запланована на 2029 рік. Вона має зосередитися на атмосфері та складі Венери. Під час цієї експедиції зокрема заплановано спуск в атмосферу Венери, щоб дістатися поверхні. 
Експедиція Європейської космічної агенції EnVision, запланована на 2030 рік, має зібрати інформацію про внутрішню будову та атмосферу Венери. 
Запуск апарата VERITAS заплановано близько 2030 року. Мета — створення детальних карт поверхні Венери.

## Фізичні характеристики

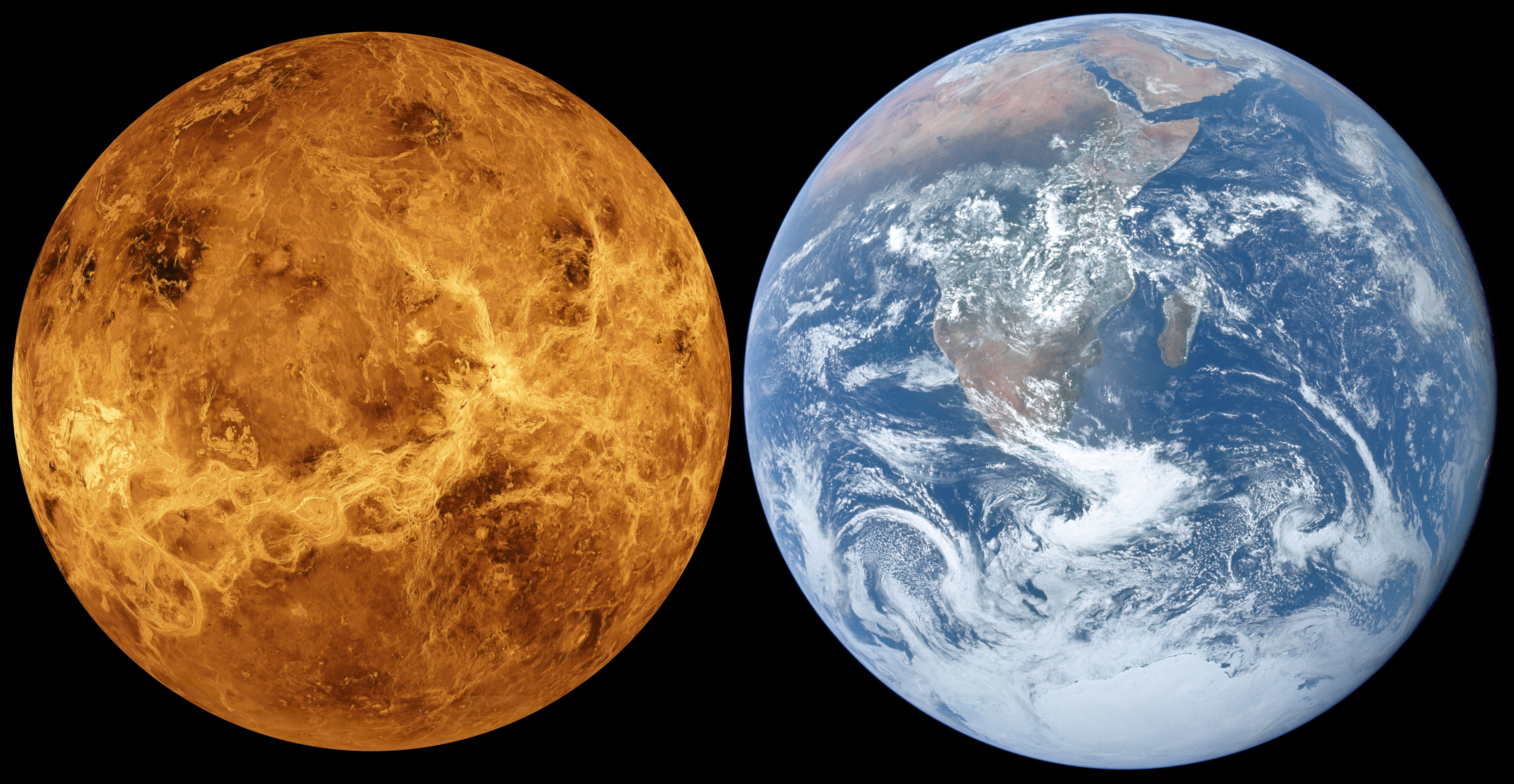
Порівняння розмірів Венери та Землі

Венера є шостою за розміром планетою Сонячної системи. Її середній радіус дорівнює 6051,8 км, що становить 0,950 середнього радіуса Землі. Належить до планет земної групи. Поміж інших планет розмір Венери найближчий до розміру Землі. Полярний та екваторіальний радіуси Венери рівні, це означає, що форма планети є майже кулястою, на відміну від більшості планет, які мають помітне стиснення. Венера подібна до Землі за масою (маса Венери дорівнює 0,815 маси Землі). Густина Венери (5243 кг/м³) також близька до густини Землі (5513 кг/м³). Через значну кількість подібностей Венеру часто називають «планетою-сестрою» або «планетою-близнючкою» Землі, однак, планети суттєво відрізняються. Прискорення вільного падіння на поверхні Венери становить 8,87 м/с², що майже стільки ж, скільки в атмосфері Урана, та складає 0,903 прискорення вільного падіння на поверхні Землі.

Більша частина поверхні Венери складається з базальту, який є продуктом вулканізму. Базальт має темний колір, містить малу частку діоксиду кремнію та відносно багатий на залізо та магній. На Венері також є тессери — значно деформовані утворення на високогір'ях. Вважається, що тессери мають інший склад. На відміну від базальту, вони могли сформуватися внаслідок процесу формування континентів і взаємодії води та каміння. Підтвердження цього означало б, що у минулому умови на Венері були більш гостинними. Космічна місія DAVINCI, запланована на 2029 рік, буде досліджувати хімічний склад Венери. Також апарат DAVINCI опуститься над тессерою «Область Альфа» та проведе дослідження за допомогою інструменту Venus Descent Imager (VenDI), що допоможе отримати більше інформації про склад тессер.

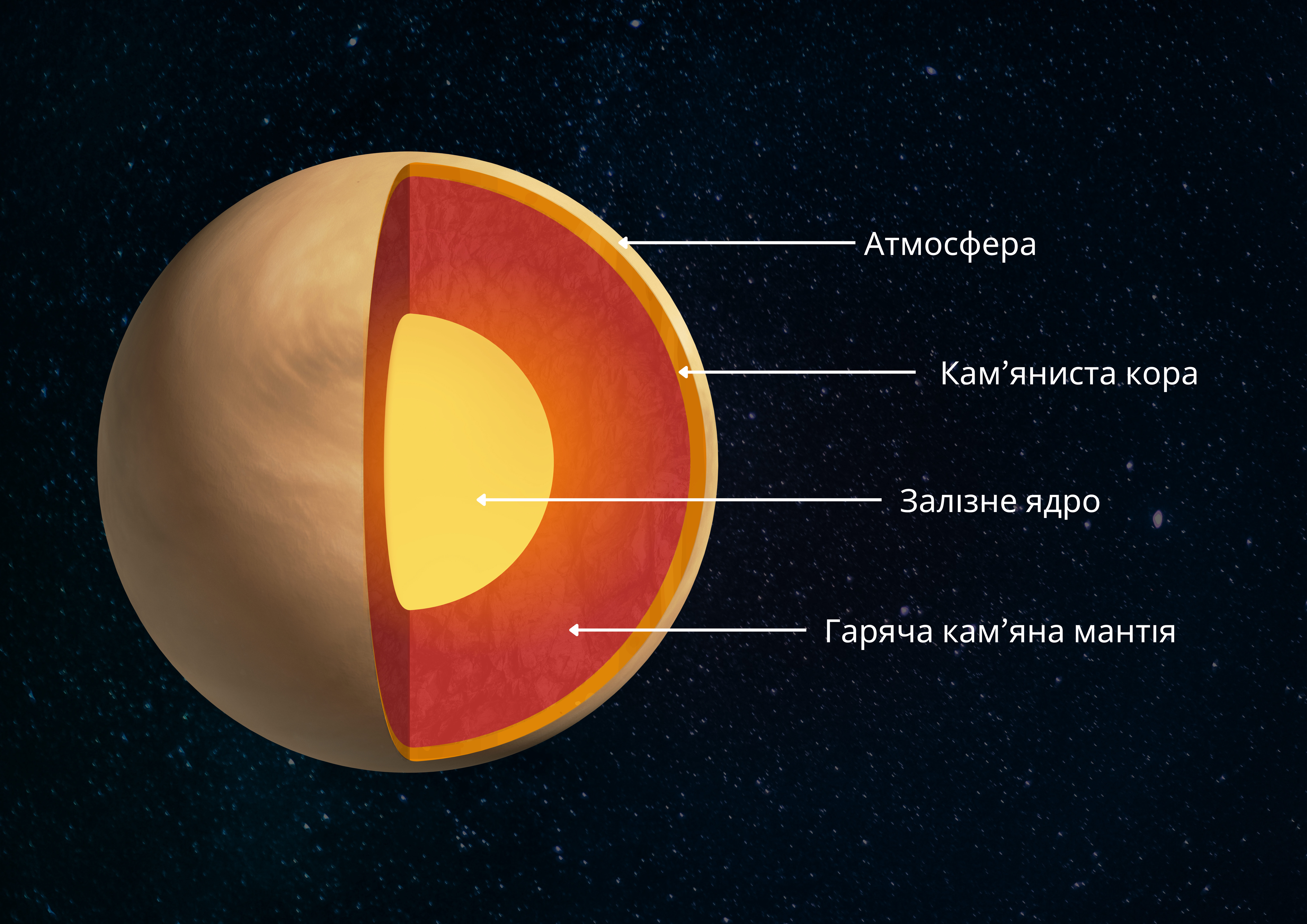
Схема будови Венери

Внутрішня будова Венери подібна до земної: обидві планети мають залізне ядро, оточене гарячою кам'яною мантією, яку огортає тонка кам'яниста кора. Надійних даних про склад і товщину ядра, мантії та кори на початок 2024 року не було. З високою ймовірністю радіус ядра Венери лежить у діапазоні 3288 ± 167 км, що збігається з попередніми розрахунками. Попри те, що Венера та Земля мають подібну внутрішню будову, відсутність магнітного поля Венери означає відмінність у структурі ядер (магнітне поле Землі спричинене конвекцією всередині ядра). Моделювання внутрішньої будови Венери не дає визначеності щодо розміру ядра та складу мантії, а дані, які допомогли б визначити деталі внутрішньої структури, залишаються недостатньо точними. Стан та розмір ядра, в'язкість мантії та товщина кори залишаються невідомими. Місія EnVision, запланована на 2030 рік, має надати необхідні дані для відповіді на запитання про внутрішню будову Венери.

## Орбіта та обертання

Анімація руху Меркурія, Венери, Землі та Марса

Венера є другою планетою від Сонця. Її орбіта лежить між орбітами Меркурія та Землі, через це з Землі можна спостерігати фази Венери, подібні на фази Місяця. Ексцентриситет орбіти Венери становить 0,00677323. Орбіта Венери є найближчою до кола, порівняно з орбітами інших планет, тому відстань від Венери до Сонця майже не змінюється: найменша (у перигелії) становить 107 480 000 км, а найбільша (в афелії) — 108 941 000 км. Нахил орбіти до екліптики (площини орбіти Землі) становить 3,39471°.
Венеріанський рік, за який Венера робить повний оберт навколо Сонця, триває приблизно 225 земних діб. Своєю орбітою планета рухається з середньою швидкістю 35,02 км/с. Період обертання Венери навколо своєї осі становить 243 земних доби, а одна сонячна доба (від полудня до полудня) на Венері триває 117 днів. Повільне обертання планети дозволяє їй зберігати кулясту форму. Обертання Венери навколо своєї осі є ретроградним (зі сходу на захід) порівняно з проградним рухом Землі навколо своєї осі (з заходу на схід), тобто Сонце на Венері встає на заході та заходить на сході. Причина такого обертання Венери поки що є невідомою. Серед планет Сонячної системи лише Венера та Уран мають такий напрямок обертання.

## Поверхня
Поверхня Венери була найбільш активною серед планет Сонячної системи. Через те, що тектонічні та вулканічні процеси знищили більшу частину ранньої поверхні, геологічні об'єкти, старші, ніж 500 млн років, не збереглися. Ця зміна поверхні відбувалася поступово впродовж тривалого періоду (600—300 млн років тому). Середній вік поверхні Венери може складати 150 млн років, а окремі утворення можуть бути старшими. На планеті є метеоритні кратери, десятки тисяч вулканів, рівнини та подібні на плато тессери. Венера не має тектонічних плит, проте можливо, що вони існували мільярди років тому.
Дослідження поверхні Венери ускладнює її товста та непрозора атмосфера. Опускатися для вивчення поверхні також складно через температуру, нищівний тиск та хмари з кислоти, що здатна пошкодити більшість металів. Серед апаратів, які досягли поверхні та функціонували, найдовший період роботи тривав дві години, а найкоротший — 23 хвилини.

### Метеоритні кратери

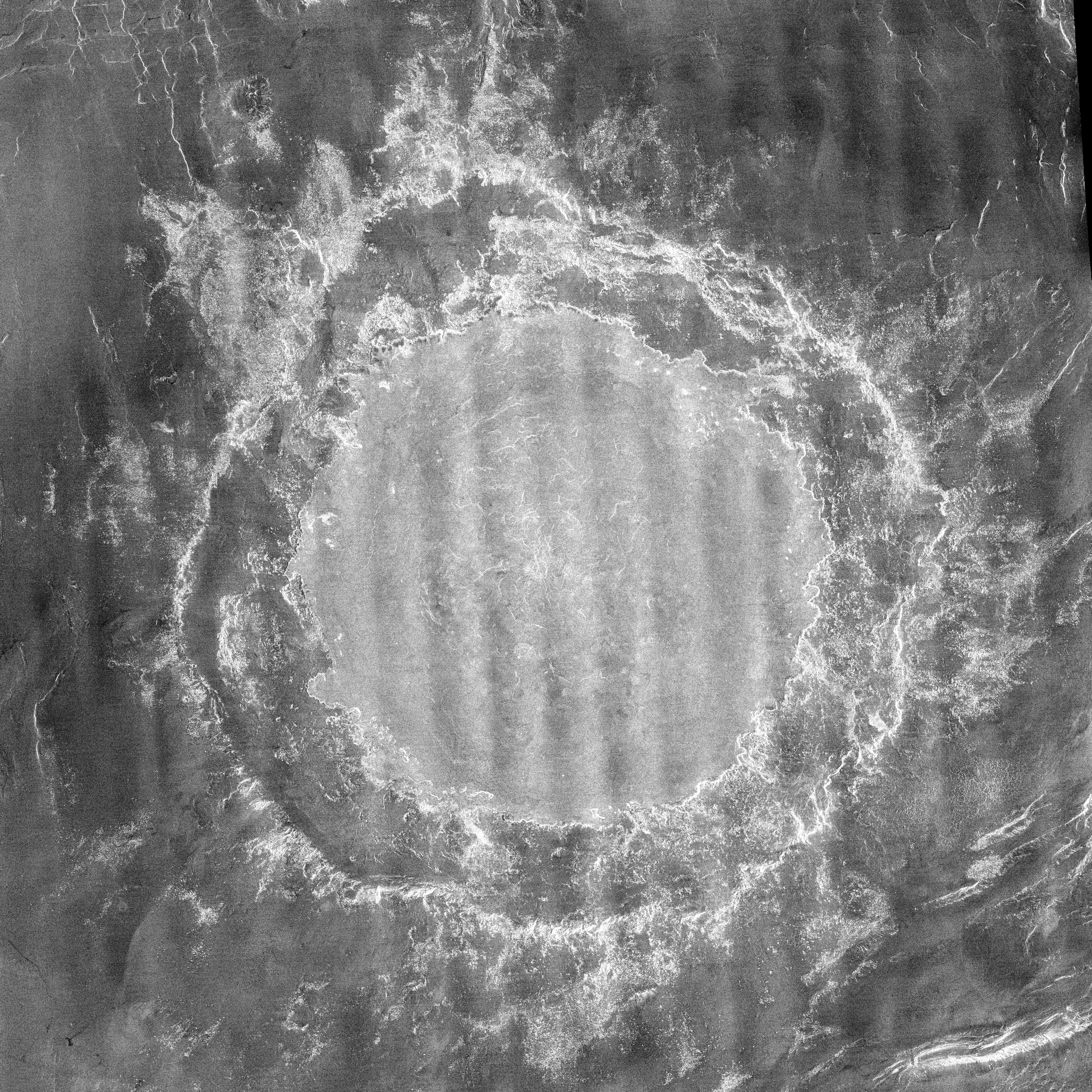
Кратер Мід на мозаїці радарних знімків апарата «Магеллан»

На Венері є майже 1000 метеоритних кратерів. Усі вони є відносно молодими, адже процес зміни поверхні призвів до знищення кратерів, які існували раніше. Середній вік кратерів становить приблизно 500 млн років. Діаметр метеоритних кратерів на планеті сягає від 1,5 до 280 км. Товста атмосфера руйнує більшість метеороїдів до того, як вони досягнуть поверхні; через це на Венері значно менше кратерів з діаметром менш як 35 км. Атмосфера запобігає появі приблизно 98 % кратерів з діаметром від 2 до 35 км, які існували б на гіпотетичній Венері без атмосфери. Близько 62 % метеоритних кратерів перебувають в ідеальному стані, 32 % змінені тектонічними процесами та 4 % залиті лавою, проте сильно деформованих кратерів немає.
Найбільший відомий кратер на Венері — це метеоритний кратер Мід. Його названо на честь Марґарет Мід, американської антропологині, що жила у XX столітті. Діаметр кратера Мід становить приблизно 275 км. Відносно пласке та яскраве дно кратера свідчить про те, що він заповнений лавою.

### Вулканічні кратери

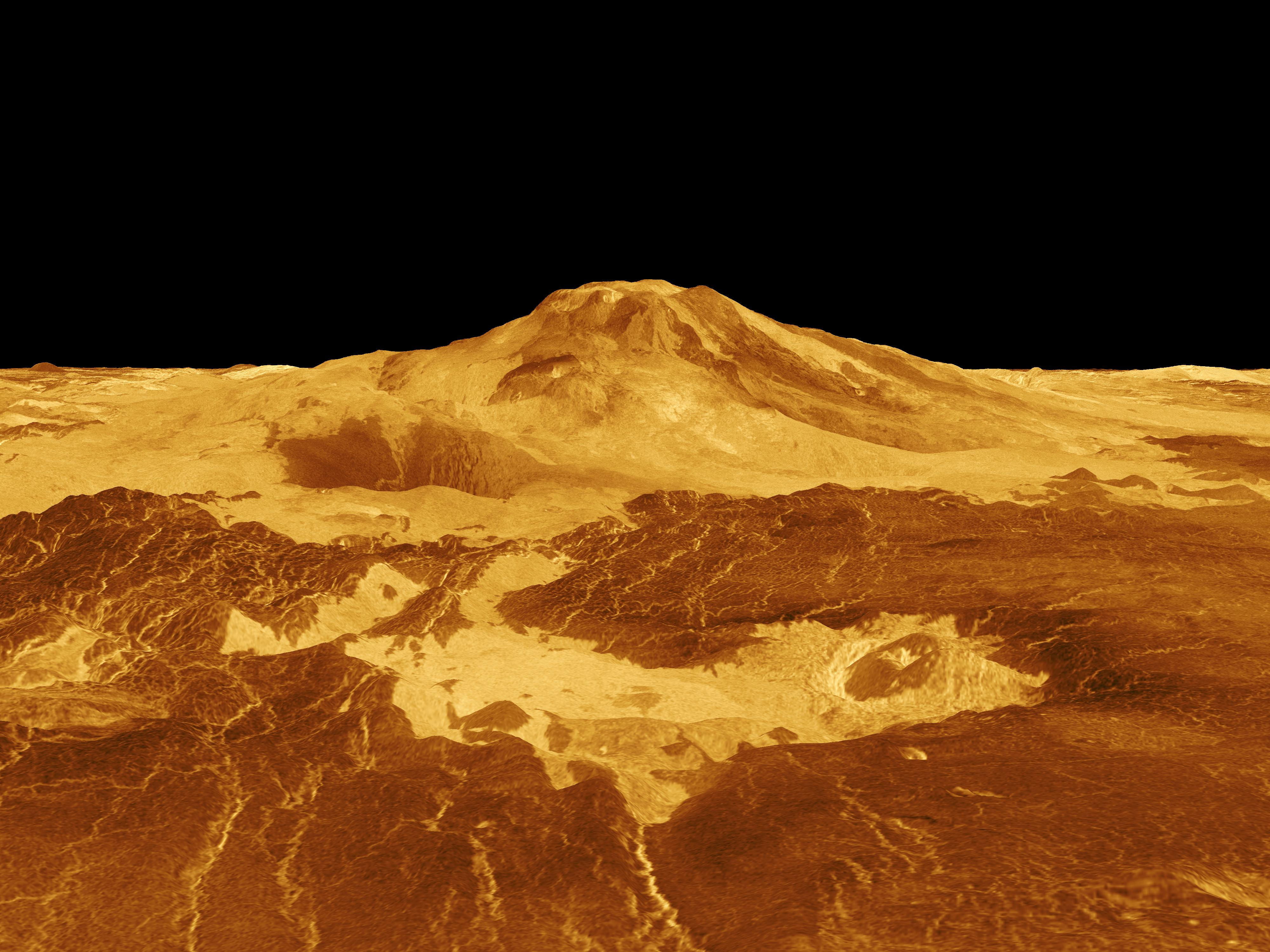
Тривимірна модель Гори Маат

На поверхні Венери існує приблизно 85 000 вулканічних кратерів. Хоча найбільші кратери є понад 100 км завдовжки, діаметр 99 % кратерів складає менше ніж 5 км. Попри те, що на планеті знаходяться тисячі вулканічних кратерів, кількість активних вулканів невідома.
У 2023 році на Венері виявлено сучасну вулканічну активність. Це помітили, порівнявши радарні знімки, зроблені апаратом «Магеллан» 1991 року з інтервалом 8 місяців. За цей час один із кратерів гори Маат змінив форму і розширився. Крім того, на новішому зображенні видно нові вулканічні потоки, хоча це може бути наслідком відмінності умов зйомки. У травні 2024 року на планеті виявили ще два вулкани, активні на початку 1990-х років.
Вивчення активних вулканів допомагає зрозуміти внутрішню будову планети. Відкриття недавньої вулканічної активності дозволяє дізнатися більше про історію Венери, а також зрозуміти, чому Венера стала настільки відмінною від Землі.

### Рівнини

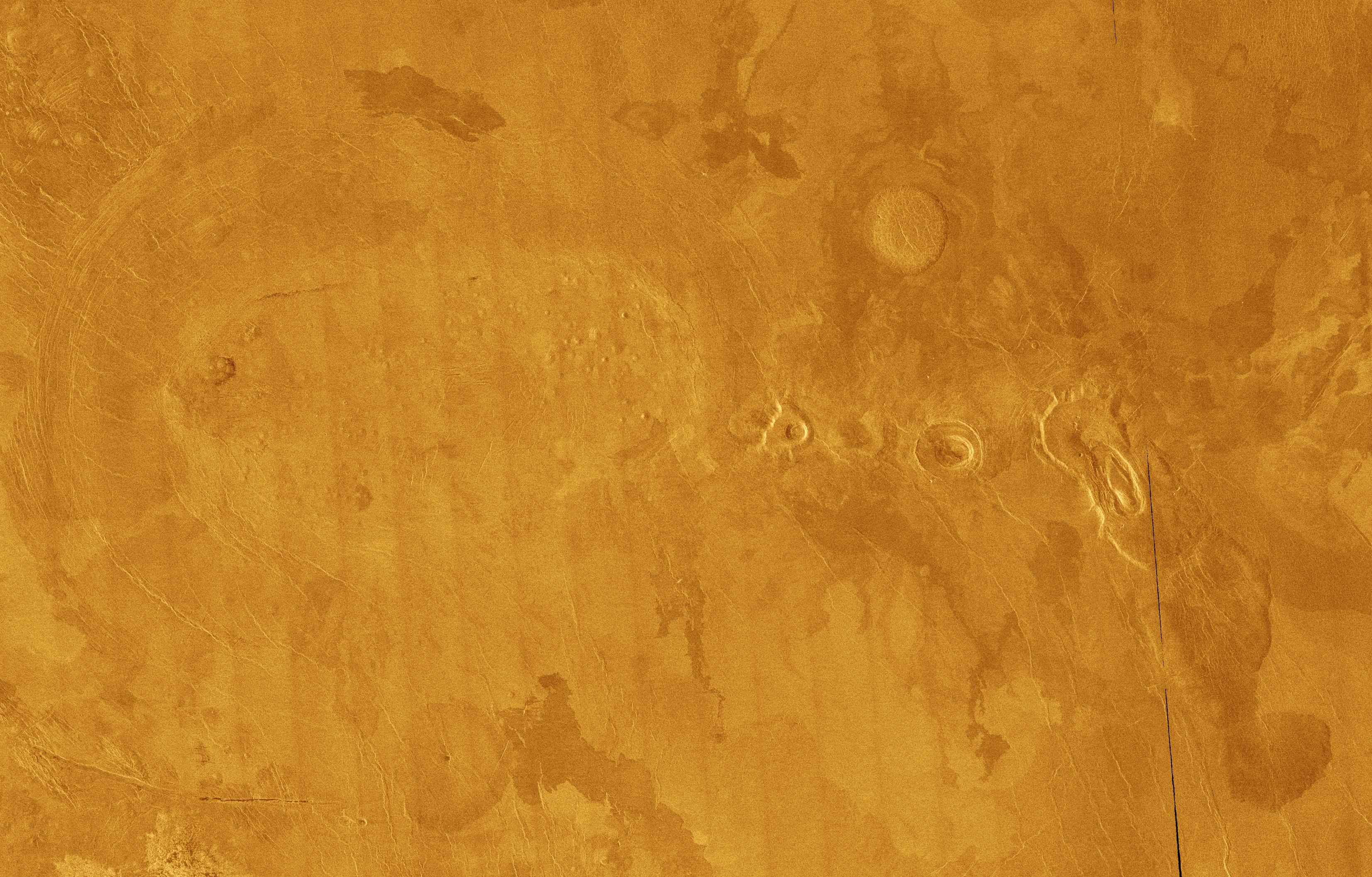
Рівнина вулканічного походження (у псевдокольорах)

Приблизно 80 % поверхні Венери вкриті рівнинами вулканічного походження. Назви присвоєно 41 рівнині, переважна більшість яких — це рівнини зі зморшкуватими краями. Серед інших вулканічних рівнин виокремлюють гладкі рівнини та рівнини дольчастої, лопатевої форми (переважно гладкі, проте перетяті рівнини з яскравими та темними областями). Їхній розмір сягає від 1 200 км до 7 520 км. На відміну від рівнин на Місяці, Меркурії та Марсі, венеріанські відносно вільні від метеоритних кратерів. Імовірно, вони складаються з базальту, подібно до лави на Землі та Місяці.
Найбільшою на Венері є Рівнина Ґвіневери, розмір якої становить 7 520 км. Вона отримала назву на честь героїні англійської та валійської міфології Ґвіневери, яка в Артуріані є дружиною короля Артура та коханкою Ланцелота. 

### Тектонічні процеси
Венера не має літосферних плит. Це породжує питання, яка картина потоків тепла в її надрах. У випадку Землі ядро нагріває мантію, яка потім переносить тепло до зовнішнього кам'яного шару, тобто літосфери. Це тепло переміщається вище та втрачається, а верхні шари мантії охолоджуються. Цей процес конвекції спричиняє тектонічні процеси на поверхні, рухаючи літосферні плити. Через відсутність літосферних плит спосіб втрати тепла Венери, а також процеси, що змінюють її поверхню, є невідомими.
Літосфера Венери довго вважалася незмінною та товстою, проте останні дослідження вказали на можливу активність. У 2021 році було ідентифіковано закономірність тектонічних деформацій, яка може означати, що значна кількість низовин планети були роздроблені на окремі блоки кори, і що ці блоки рухалися одне відносно одного у геологічно недалекому минулому. Цей рух міг бути спричинений конвекцією у мантії. В результаті дослідження 2023 року було виявлено, що колоподібні вінці на планеті розташовані у найтонших місцях літосфери. Через це вінці мають посилений потік тепла, який може означати підвищену активність під поверхнею. Імовірно, вінці виявляють місця, де активні процеси змінюють поверхню Венери. Інше дослідження того ж року виявило, що Венера могла мати тектонічні плити мільярди років тому; це б зробило можливим життя на планеті в той час.

### Тессери

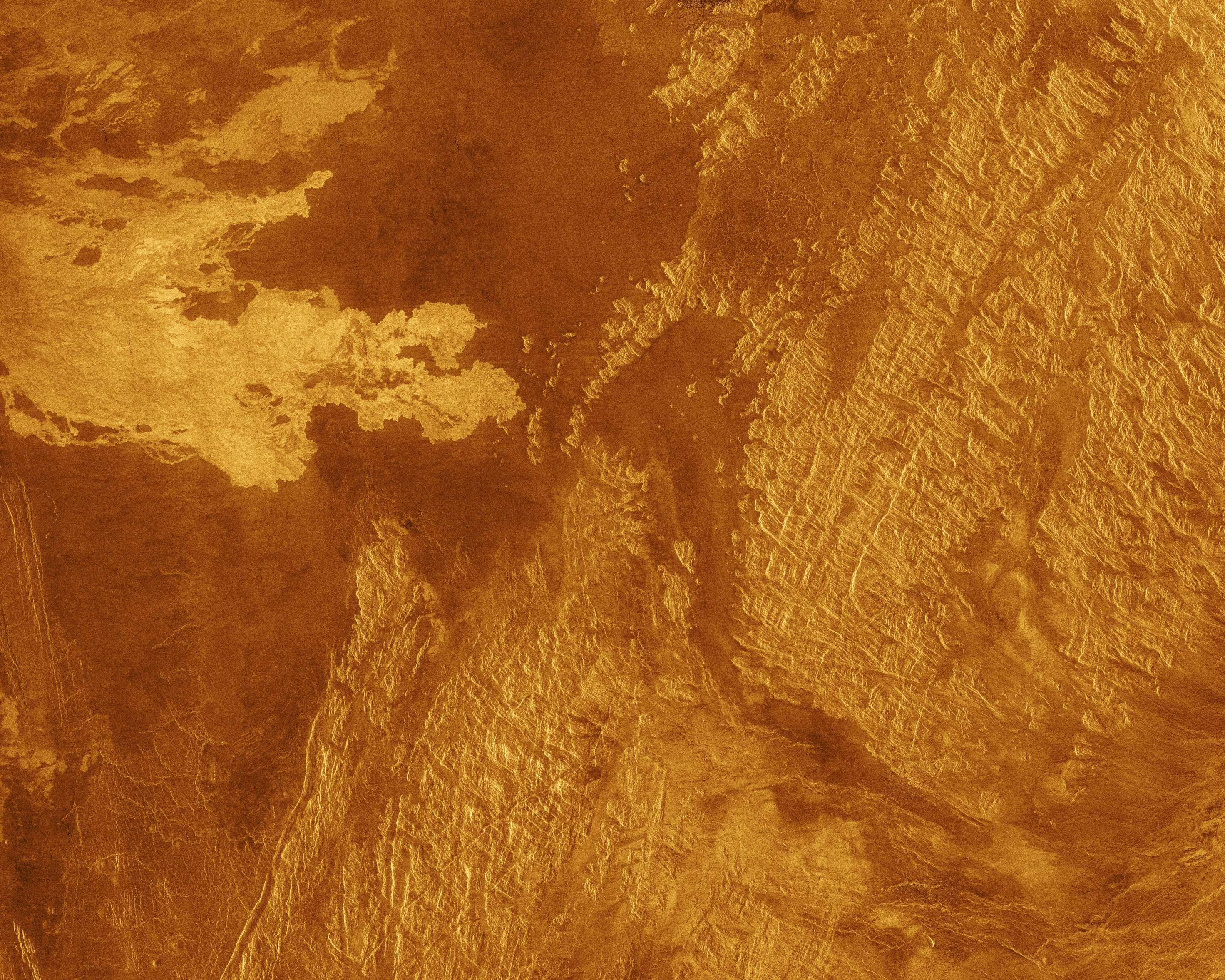
Тессера Область Ейстли на півночі Венери (у псевдокольорах)

Тессери є платоподібними поверхневими утвореннями, на яких присутня значна кількість невеликих деформацій. Вони є домінантною формою рельєфу на півночі Венери та вкривають понад 7,3 % усієї поверхні. Тессери є найдавнішими утвореннями на поверхні планети. Залежно від хронологічної моделі, вік тессер оцінюється від 420 млн до 1,1 млрд років. Склад тессер поки що залишається невідомим, проте останні дослідження вказують на те, що вони містять велику частку діоксиду кремнію. Тессери можуть мати риси, притаманні регіонам тектонічної активності.
Досліджувати склад тессер буде космічний апарат VERITAS. Він створюватиме карти складу поверхні Венери, що допоможе визначити, чи тессери сформувалися подібно до континентів на Землі. Також VERITAS шукатиме сліди можливої тектонічної активності, вперше використовуючи карти інтерферометричних викривлень поза межами Землі. Якщо склад тессер виявиться схожим на склад континентальної кори, можна буде отримати більше інформації про минуле Венери, коли умови на ній були менш екстремальними.

### Назви поверхневих утворень
Згідно з правилами Міжнародного астрономічного союзу, поверхневі утворення отримують назви на честь міфічних та реальних жінок, які походять із різних народів світу. Кратери розміром понад 20 км називають на честь видатних жінок, які зробили особливий внесок до своєї галузі, а менші кратери — будь-якими жіночими іменами. Рівнини отримують назви на честь героїнь міфології, тоді як тессери називають іменами богинь долі та вдачі. Винятками є область Альфа, область Бета та гори Максвелла.

## Атмосфера

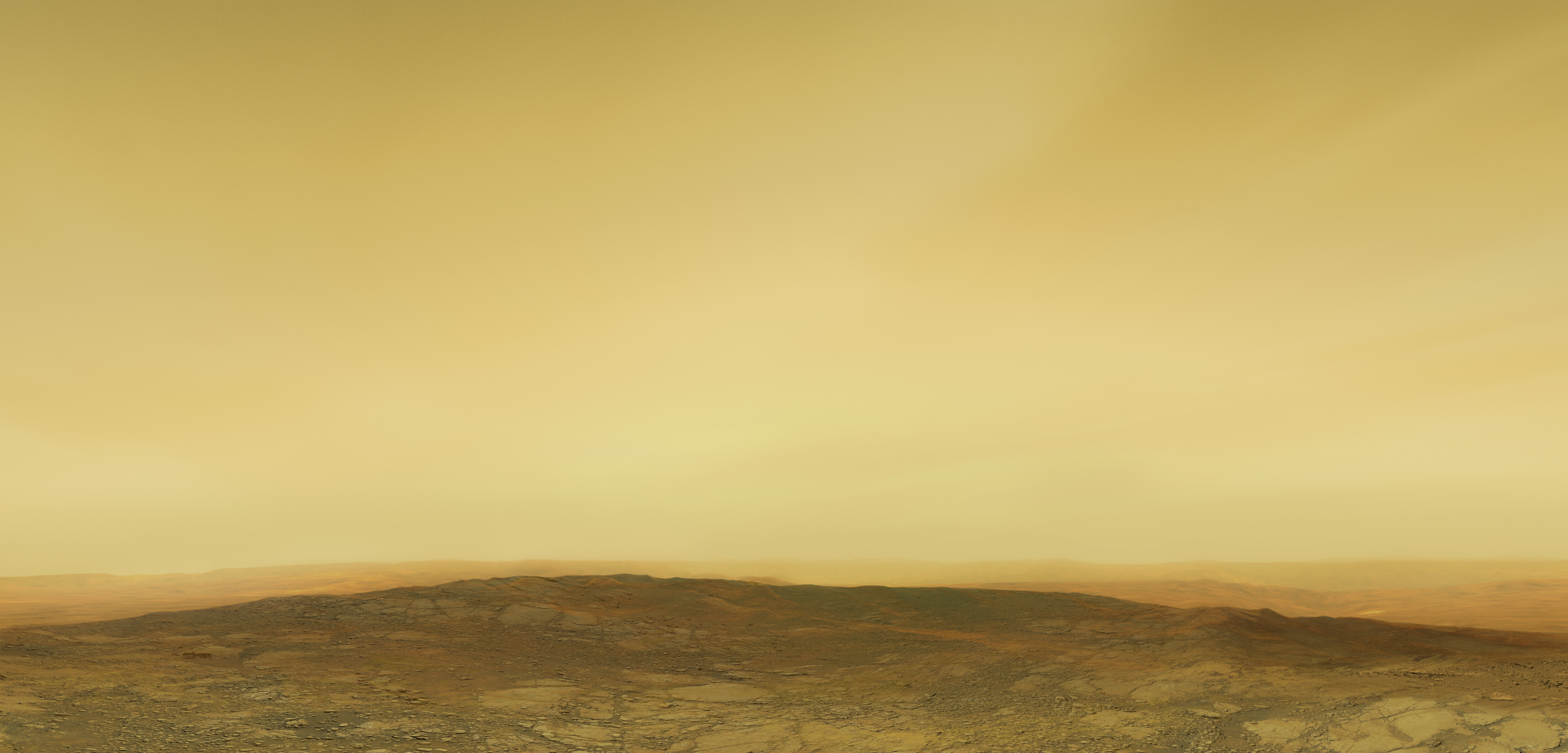
Художнє зображення поверхні та атмосфери Венери

Венера має наймасивнішу атмосферу серед планет земної групи. Тиск на поверхні більший за тиск атмосфери Землі у 92 рази (це дорівнює тиску в земному океані на глибині майже 1 км). Атмосфера Венери складається з вуглекислого газу (96 %) та азоту (3,5 %), також наявні діоксид сірки, аргон, вода, монооксид вуглецю, гелій та неон. Вуглекислий газ створює парниковий ефект, через що поверхня Венери є найгарячішою серед планет Сонячної системи: середня температура на поверхні становить 464 °C, цього достатньо щоб розтопити свинець.

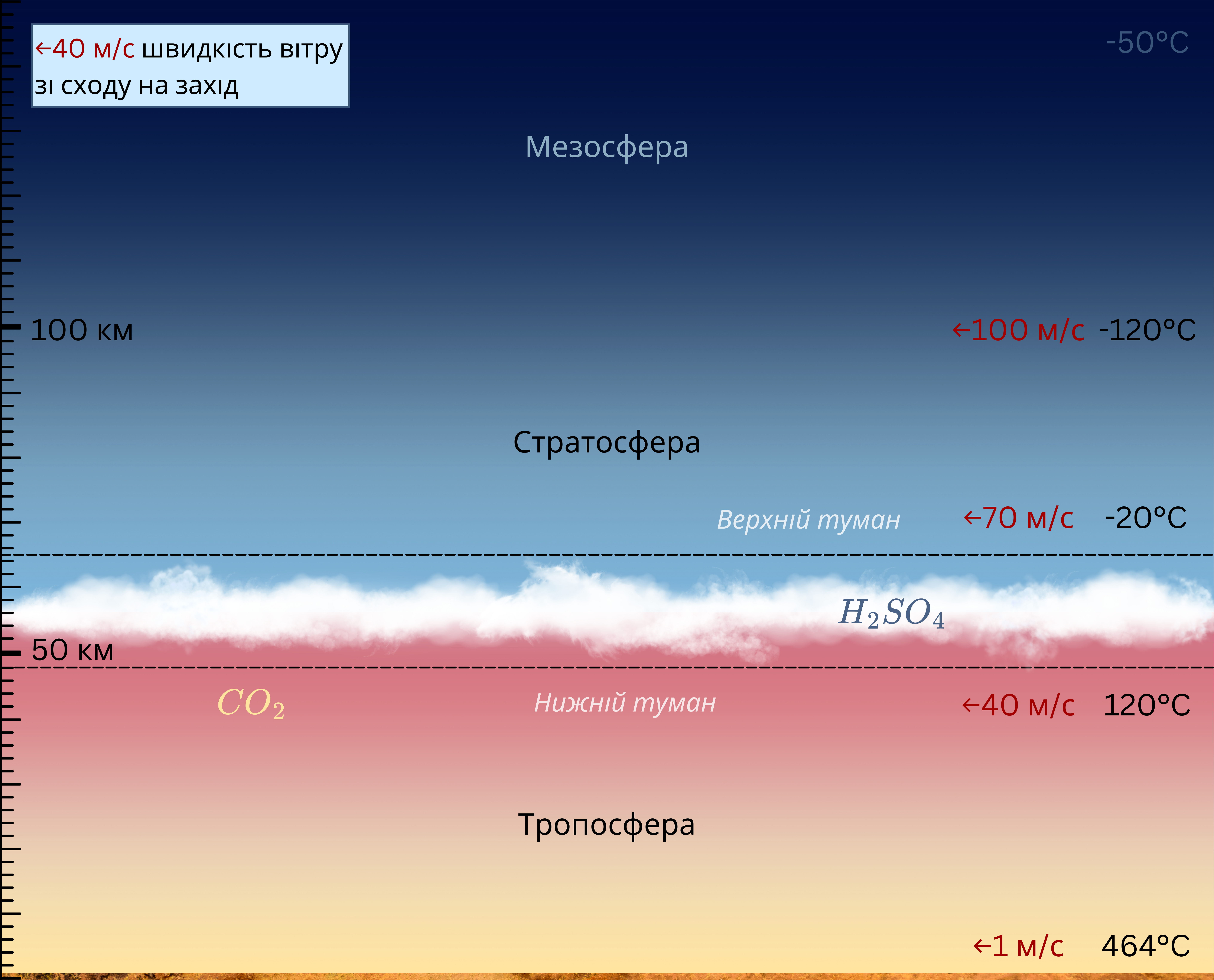
Схема атмосфери Венери

Атмосфера Венери простягається приблизно на 100 км над поверхнею планети. Вона має велику тропосферу (регіон конвекції), яка простягається щонайменше на 50 км від поверхні, де газ нагрівається знизу, підіймається біля екватора та розповсюджується до полюсів. На висоті від 48 до 65 км перебувають хмари, які повністю закривають поверхню планети. Вони складаються здебільшого з сірчаної кислоти, що утворюється внаслідок сполучення діоксиду сірки, води та кисню, отриманого в результаті фотолізу CO2. Під та над хмарами перебуває туман. Над тропосферою лежить стратосфера, яка межує з мезосферою на висоті приблизно 80 км. Зі збільшенням висоти тиск знижується, у найвищих точках тропосфери досягає тиску на поверхні Землі (1 бар). Вище тиск спадає різкіше: на висоті 60 км він становить приблизно 0,1 бар, а на висоті 100 км — приблизно 0,00001 бар.
Венера занурена в потік плазми, іонізованого та вкрай мінливого газу, що надходить від Сонця, який називається сонячним вітром. У Венери є слабке магнітне поле, тому газ у вищих шарах атмосфери іонізований та може взаємодіяти з сонячним вітром. Також планета втрачає свою атмосферу внаслідок взаємодії із сонячним вітром: він надає її часткам енергію і може спричиняти їхнє вилітання.

## Магнітне поле
Під час прольоту повз Венеру у 1962 році зонд «Марінер-2» виявив, що у планети немає магнітного поля, подібного до земного. Наступні місії підтвердили, що Венера не має магнітного поля, створеного всередині ядра планети. Натомість у планети є магнітне поле, яке існує завдяки взаємодії сонячного вітру з іоносферою планети (шаром атмосфери, заповненим зарядженими атомами); воно частково захищає Венеру від сонячного вітру. Форма магнітного поля подібна до форми хвоста комети, адже сонячний вітер відносить магнітосферу за планету. На магнітне поле Венери також впливає міжпланетне магнітне поле, яке огортає Венеру, спричиняючи різні магнітні взаємодії. Під час місії Venus Express було виявлено магнітне перез'єднання (процес, що спричиняє північне сяйво на Землі) у магнітосфері на нічному боці Венери. Це було несподіванкою, адже до цього вважалося, що на планетах без внутрішнього магнітного поля цей процес не виникає.

## Супутники
Венера є одною з двох планет Сонячної системи без супутників, проте має квазісупутник, офіційна назва якого «Zoozve». Квазісупутники — це астероїди, що обертаються навколо Сонця, одночасно залишаючись близько до планети. Zoozve відкрив Браян Скіфф 11 листопада 2002 року в результаті телескопічних спостережень, які проводилися у Ловеллівській обсерваторії. Після відкриття квазісупутник отримав тимчасове позначення 2002 VE68. Назва Zoozve є результатом помилки ілюстратора дитячого плакату з об'єктами Сонячної системи, який занотував назву «2002 VE» і переплутав власний напис із «Zoozve». Побачивши цей плакат, Браян Скіфф вирішив назвати квазісупутник саме Zoozve. Діаметр Zoozve оцінюється від 200 до 500 м. Сучасна орбіта Zoozve сформувалася приблизно сім тисячоліть тому та зберігатиметься ще протягом п'яти століть.
Причина відсутності супутників Венери залишається невідомою. Можливо, у минулому планета мала супутник, проте він зійшов з орбіти й значно віддалився або зруйнувався. Проблемою першого припущення є те, що цей супутник потребував би мільярди або навіть десятки мільярдів років, щоб переміститися на таку відстань.

## Життя
Мільярди років тому на Венері існувала рідка вода, яка є необхідною для виникнення життя у тій формі, яка нам відома. В цей період часу на планеті могли існувати мікроби, але сучасних технологій недостатньо щоб дізнатися точно, чи в минулому на Венері існувало життя. Для того, щоб це зробити, потрібно дослідити поверхню планети, що надзвичайно ускладнено її умовами. Вони значно вкорочують час перебування апаратів на поверхні, перешкоджаючи дослідженням на кшталт вивчення гірських порід. 
Коли оптичні телескопи були єдиним інструментом дослідження Венери, деякі науковці вважали, що планета не надто відрізняється від Землі. Обидва світи мають подібні характеристики, тому існувало припущення, що під хмарами Венери наявні умови для життя. Гіпотези були спростовані у 1960-ті роки, коли NASA та радянське космічне агентство почали використовувати радари із синтезованою апертурою для отримання зображень поверхні планети. Астрономи виявили, що під хмарами Венери знаходиться екстремальне середовище, що є одним з найнебезпечніших місць у Сонячній системі. Проте, дебати щодо існування життя у товщі атмосфери Венери продовжуються. 
На висоті приблизно 50 км від поверхні Венери температура сягає від 30 °C до 70 °C. При такій температурі може існувати життя у вигляді мікробів. До того ж тиск на цій висоті наближений до тиску на поверхні Землі. Ці мікроби могли б бути вкриті молекулами з восьми атомів сірки, які б не пропускали сірчану кислоту. 
У 2020 році було виявлено можливі ознаки життя на Венері: в придатних для життя шарах атмосфери присутній фосфін, що, ймовірно, виробляється живими організмами. Попри те, що безпосередніх доказів існування життя на Венері немає, інших пояснень наявності фосфіну науковці не знайшли. Станом на 2024 рік вважається, що цей газ є або продуктом життєдіяльності, або наслідком досі недослідженого хімічного процесу.
В травні 2025 року, на сторінках наукового видання Science Advances, група вчених з Польщі, Великобританії та США повідомила, що в атмосфері Венери, де переважає сірчана кислота, може виживати особлива молекула, схожа на ДНК. Вона називається пептидна нуклеїнова кислота (PNA) і потенційно здатна переносити інформацію — як і справжня ДНК. Це відкриття доводить: навіть у дуже агресивних умовах життя може мати свій шанс. Проте, PNA залишається стабільною в 98 % сірчаній кислоті протягом щонайменше двох тижнів та при температурі понад 50 °C, молекула - розпадається.

## Освоєння людьми

### Колонізація

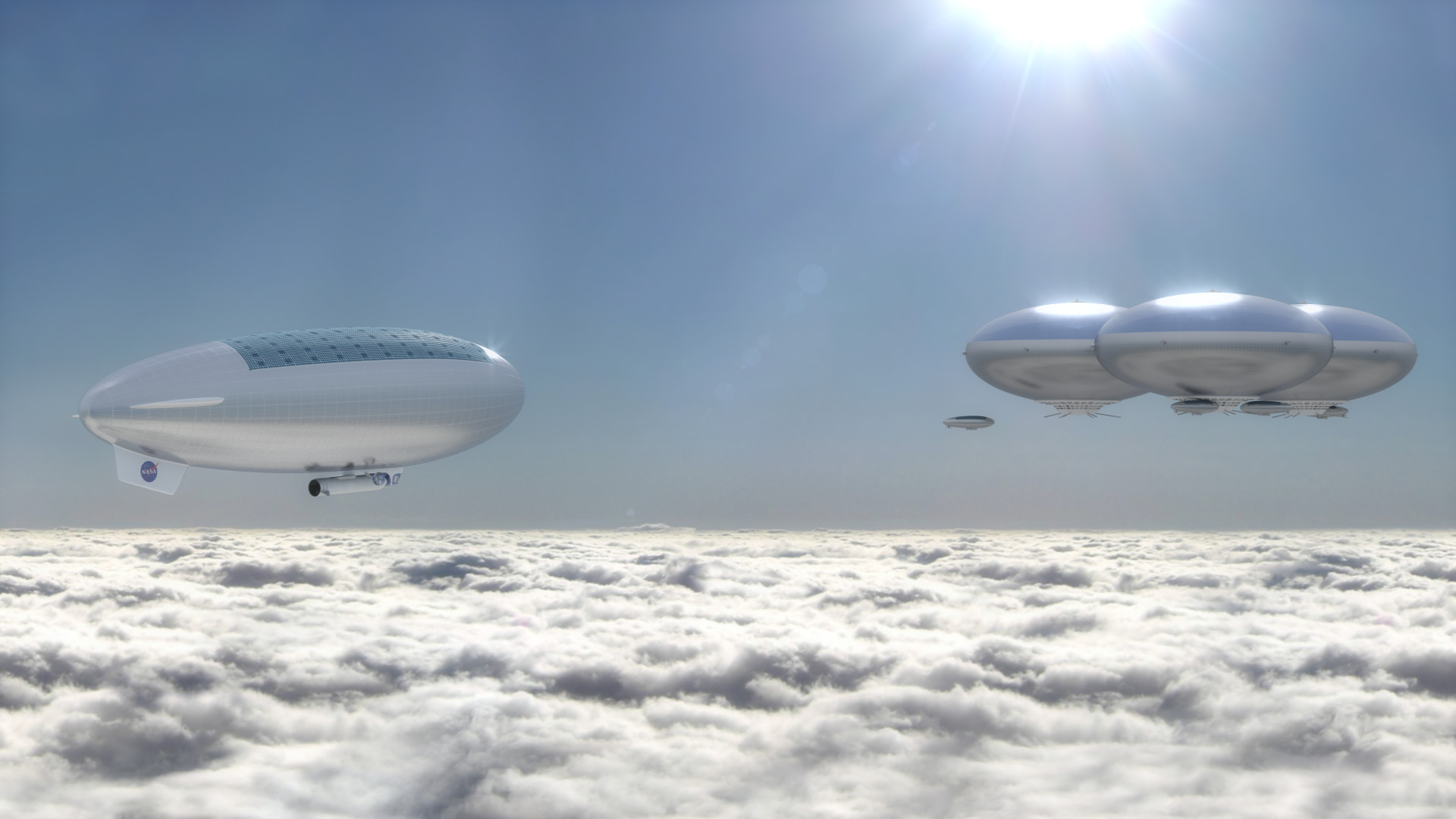
Художнє бачення програми HAVOC (NASA), спрямованої на освоєння та колонізацію Венери

Попри те, що умови на Венері є екстремальними, на висоті близько 50 км над поверхнею вони подібні до умов на Землі. Саме там є можливим створення людських поселень, спочатку для досліджень планети, а потім — для постійного проживання. Поселення можуть бути зроблені у формі міст, що дрейфували б в атмосфері Венери. Саме за таким принципом була розроблена місія з колонізації Венери High Altitude Venus Operational Concept (HAVOC). Під час її розробки науковці досліджували умови в атмосфері планети та можливі способи розміщення колоній. Хоча ця програма була створена для освоєння Венери, вона також може бути застосована для Місяця, Марса та інших планет.

### Тераформування

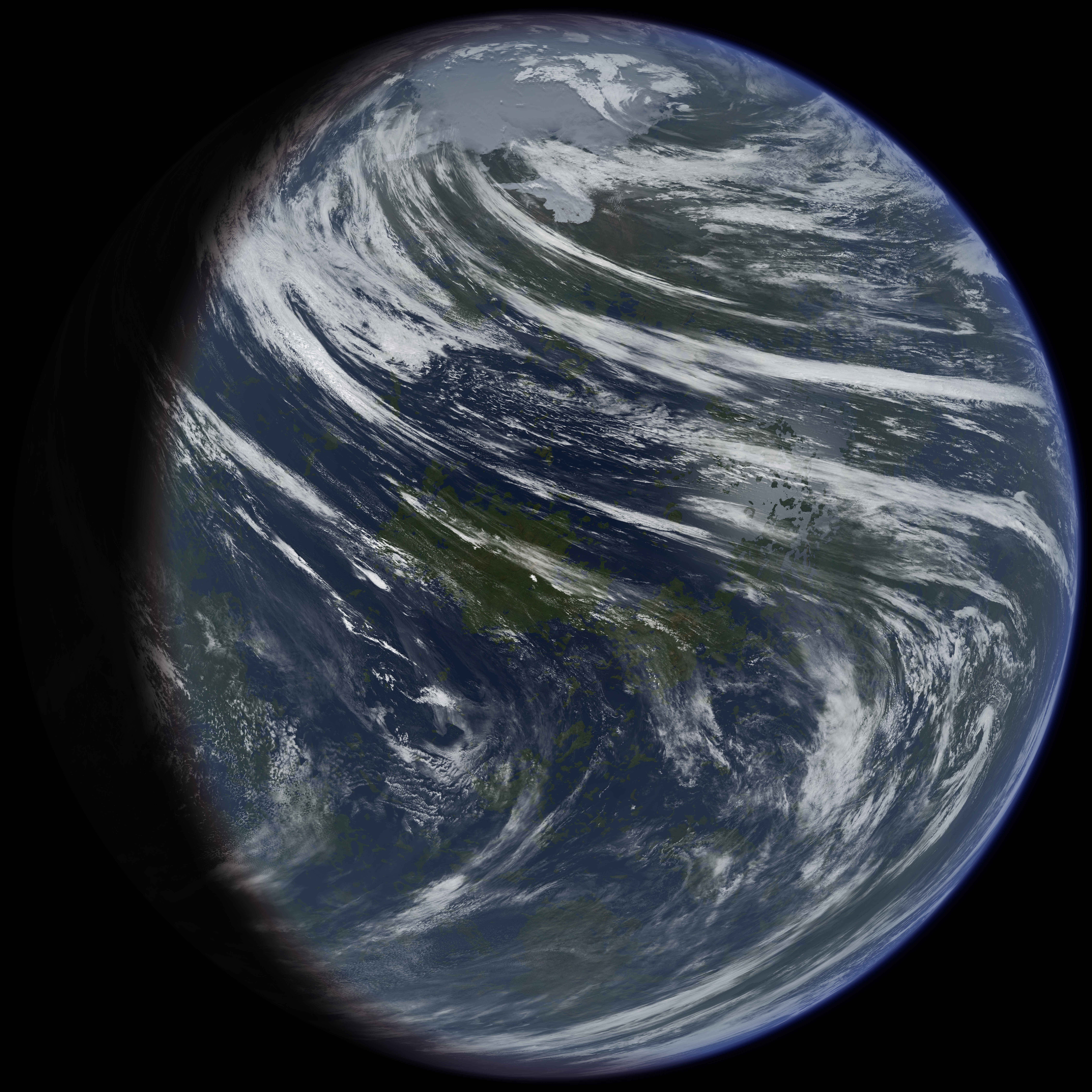
Можливий вигляд Венери після тераформування

Венера має подібну до Землі масу, схожий розмір та склад, а також належить до зони, придатної для життя. Однак для колонізації поверхні Венери необхідним є тераформування, потрібне для пом'якшення екстремальних умов на планеті та створення більш придатного для життя середовища. Деякі науковці вважають, що тераформування Венери може бути доцільнішим за тераформування Марса, оскільки гравітація, близька до земної, зробила б адаптацію людей легшою. Крім того, Венера ближча до Землі, відповідно й польоти до неї можна здійснювати частіше.
Концепція тераформування Венери поширилася у науковій фантастиці на початку XX століття, а згадки її в наукових працях стали з'являтися вже після початку Космічної ери. Роман «Великий дощ», написаний Полом Андерсоном у 1954 році, мав настільки великий вплив, що в англійській мові його назва (англ. Big Rain) відтоді стала синонімом до «тераформування Венери». Головною задачею для початку тераформування є охолодження та зменшення атмосферного тиску, для чого вчені в різні часи пропонували закривати поверхню від Сонця, бомбардувати воднем або кальцієм і магнієм та навіть заселювати спеціальними бактеріями. В будь-якому разі, тераформування Венери є надзвичайно складним і не може здійснитись у короткостроковій перспективі.

## Культурний вплив

### Вірування

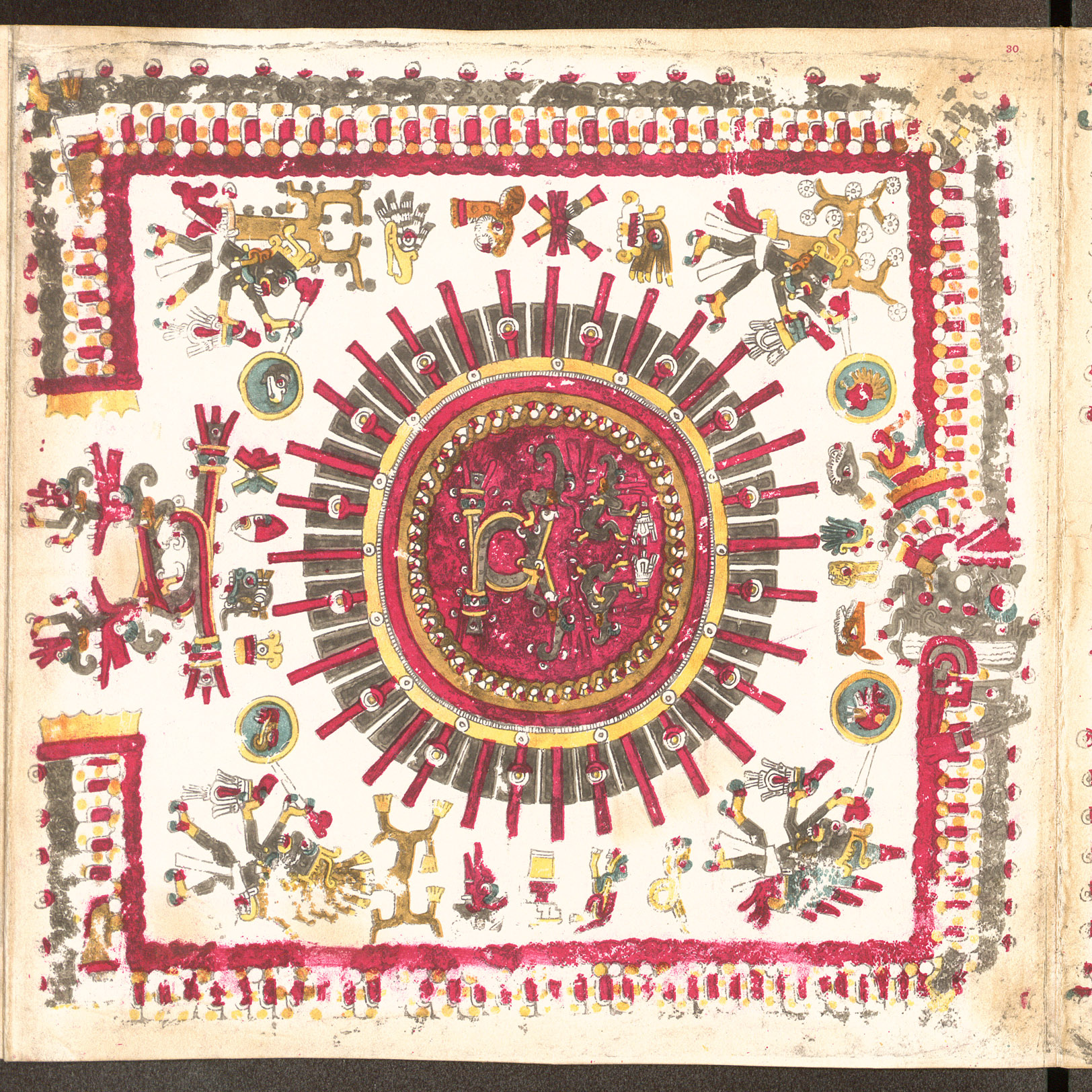
Венера зображена, як диск із промінням, оточений зорями, що уособлює появу вранішньої зорі (Кодекс Борджія, 30 сторінка)

У індуїзмі Венера є одною з Наваґрага, тобто дев'яти планет, які вважаються божествами. Вона має назви «Шукра» та «Ушанас» та є покровителем богів та аур.
Народ мая вважав Венеру такою ж важливою, як Сонце. У культурі ацтеків Венера також посідала особливе місце: полонених воїнів вбивали, а їхню кров віддавали Венері, коли та з'являлася на вранішньому небі. Згідно з віруваннями ацтеків, Венера відповідала за вітер. Деякі ритуали цього народу відбувалися під час астрономічних подій, пов'язаних з Венерою. Раз на 8 років ацтеки виконували ритуал, щоб синхронізувати цикл Венери та сонячний рік: вони створювали резервуар з водою, наповнений зміями та жабами, та перевдягалися у пташок, метеликів і комах, яких ацтеки спостерігали у дощовий сезон. Письмові згадки спостережень та ритуалів, пов'язаних з Венерою, присутні у Кодексі Борджіа.
В астрології з Венерою пов'язують кохання, жіночність та привабливість людини. Вона уособлює любов та гармонію у шлюбі, дружбі та інших союзах, як партнерство у бізнесі. Венера розповсюджує щастя та ніжність, одночасно навчаючи, як любити та бути вдячними за наявні матеріальні надбання. Мистецтво та відчуття естетики також асоціюються із Венерою.

### Мистецтво і література

«Зоряна ніч», написана Вінсентом ван Гогом. Венеру зображено як яскраву зорю, оточену світлим ореолом, праворуч від кипарису (темного дерева)

. На Венері відбувається дія багатьох науково-фантастичних творів: «Поїдачі Лотоса» 1935 року (англ. The Lotus Eaters) Стенлі Вайнбаума,  «Подорож на Венеру» (Voyage à Vénus, 1865) Ашіля Іро,  «Останні й перші люди» (1930) Олафа Стейплдона,  «Збудувати світ» та «Великий дощ» (1955) Пола Андерсона, The Doors of His Face, the Lamps of His Mouth (1965), Роджера Желязни тощо. Подіям на доісторичній Венері присвячено науково-фантастичний роман Клайва Стейплза Льюїса «Переландра».
У 1625 році італійський письменник Джамбатісто Маріно написав епічну поему із 20 кантів «Адоніс» (L'Adone), де під час подорожі головний герой Адоніс пролітає повз Місяць, Меркурій та Венеру. Англійський композитор Густав Голст написав сюїту The Planets, до якої зокрема увійшла композиція, що була натхнена Венерою. У другій частині манґи та аніме «Сейлор Мун» з'являється героїня Сейлор Венера, яка разом з іншими воїтельками захищає Сонячну систему від зла.
Венера присутня на трьох картинах Вінсента ван Гога: «Зоряна ніч», «Дорога з кипарисом та зорею» та «Білий дім уночі». На картині «Дорога з кипарисом та зорею» планету зображено як яскраву зорю, а в картині «Білий дім уночі» яскраве сяйво Венери домінує на небі.